# Vera Müller-Weidner
Vera Müller-Weidner (* 1939 in Berlin) ist eine deutsche Schauspielerin, Kabarettistin und Synchronsprecherin.

## Leben
Nach der Berufsausbildung als Technische Zeichnerin absolvierte sie eine Schauspielausbildung an der Max-Reinhardt-Schule in Berlin und hatte erste Bühnenengagements u. a. an den Theatern in Dortmund, Darmstadt oder Bremen. Bekannt wurde sie als die Synchronstimme von Loretta Swit in der erfolgreichen US-Serie M*A*S*H, sprach aber auch vereinzelt Rollen in Spielfilmen, wie für Nathalie Baye in Der Mann, der die Frauen liebte oder für die zweifache Oscarpreisträgerin Luise Rainer in Finale in St. Petersburg.
Die Bühnenschauspielerin Müller war ab und an auch im Fernsehen zu sehen, so etwa in der Serie Praxis Bülowbogen, einer Folge der Reihe Das Kriminalmuseum oder in den Spielfilmen Mutter mit 16 sowie in Regina Zieglers Ich dachte, ich wäre tot und Tödliche Liebe.
Müller-Weidner lieh auch zeitweise Alltagscharakteren in kommerziellen Hörspielen wie Benjamin Blümchen oder Wendy ihre Stimme.
Im Zuge der Verhandlungen über den Abriss der beiden Berliner Boulvard-Buehnen Komoedie und Theater am Kurfürstendamm beteiligte sie sich an einer Protestaktion gegen den Abriss.
Seit 2000 gehört sie dem Ensemble des Kabaretts Die Kneifzange in Berlin an.
In der Produktion von Joseph Kesselrings Kriminalkomödie Arsen und Spitzenhäubchen am Berliner Kriminal Theater spielt sie an der Seite von Renate Blume eine der beiden Hauptrollen in ihrem ersten Engagement an dieser Bühne. In Inspektor Campbells letzter Fall spielt sie seit 2011, zunächst an der Seite von Peter Groeger, die Hauptrolle.

## Filmografie
- 1967: Das Kriminalmuseum (Serie) – Folge: Das Amulett
- 1973: Der Raub der Sabinerinnen
- 1973: Ich dachte, ich wäre tot
- 1974: 1 Berlin-Harlem
- 1986: Va Banque (Der schnelle Weg zum großen Geld)
- 1986: Tödliche Liebe
- 1987: Reichshauptstadt privat
- 1987–1991: Praxis Bülowbogen (Serie)
- 1987–1991: Ein Heim für Tiere (Fernsehserie, drei Folgen)
- 1988: Im Schatten der Angst
- 1992: Mutter mit 16

## Synchronrollen (Auswahl)
Filme:
- 1937: Luise Rainer in Finale in St. Petersburg (Synchronfassung in den 1990ern)
- 1972: Chieko Baishō in Abschied von der See
- 1975: Eleonora Giorgi in Warum bellt Herr Bobikow?
- 1975: Sally Field in Der Mann aus den Bergen
- 1977: Nathalie Baye in Der Mann, der die Frauen liebte
- 1977–1981: Jennifer Salt in Soap – Trautes Heim
- 1989: Carla Belver in Der Club der toten Dichter
- 1990: Holland Taylor in Alice
- 2008: Mary Beth Peil in Mirrors

Serien (Hauptrollen und wiederkehrende Charaktere):
- 1978–1982: Susan Pratt in General Hospital (Synchronfassung ab 1980)[1]
- 1970–1975: Elinor Donahue in Männerwirtschaft (2. Synchronphase 1989)
- 1972–1983: Loretta Swit in M*A*S*H (Synchronfassung von 1990)
- 1988: Cássia Kiss in Vale Tudo – Um jeden Preis
- 1990: Kathleen Lloyd in Endstation Gerechtigkeit

## Hörspielrollen
- Benjamin Blümchen, Folge 28 als Tante Rosi
- Benjamin Blümchen, Folge 30 als Stewardess
- Bibi Blocksberg, Folge 13 als Filmstimme Mary
- Grimms Märchen (Kiosk), Folge 3 als Stiefschwester
- Grimms Märchen (Kiosk), Folge 4 als Prinzessin
- Wendy, Folge 18 & 19 als Frau Axelhofer
- Nickel wird Königin: ein Hörspiel nach Achim Bröger/Bearb. u. Regie: Ulli Herzog; Patmos 1989
- Die Nacht mit Felix: Kinderhörspiel; Tonkassette von Eva Polak; Patmos 1990 laut KOBV-Suche